# شهپر (هواپیما)

چرخش حول محور طولی یا غلت زدن با استفاده از شهپرها (به رنگ سیاه در تصویر) انجام می‌شود

شَهپَر (به انگلیسی: Aileron) وسیله‌ای روی بال هواپیما است که عامل چرخش آن است.
شهپرها سطوح کنترلی لولاداری هستند که به لبه فرار یک هواپیما یا هر گونه هواگرد بال-ثابت متصل می‌شوند.
شهپرها معمولاً به گونه‌ای با هم مرتبط هستند که وقتی یکی به پایین می‌رود دیگری رو به بالا می‌رود: شهپر پایین‌رو نیروی برآر هواپیما را افزایش می‌دهد و شهپر بالارو از آن می‌کاهد.
شهپر جلوی بال شهپر حمله نام دارد.

## دینامیک پرواز

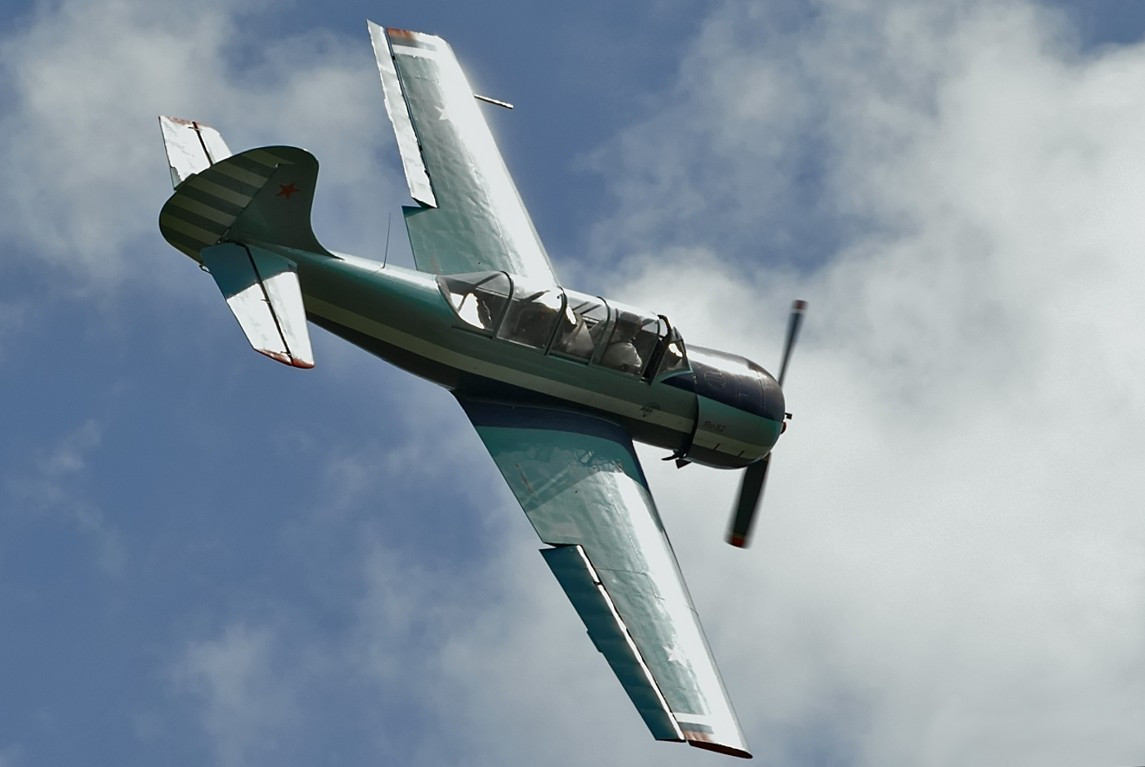
هواپیمای یاکوولف یاک-۵۲ در حال اجرای مانور آکروباتیک با چرخش پادساعت‌گرد با استفاده از شهپرها

شهپرها معمولاً به‌صورت جفت به یکدیگر متصل‌اند، به‌گونه‌ای که وقتی یکی به سمت پایین حرکت می‌کند، دیگری به سمت بالا می‌رود: شهپرِ پایین‌رفته، نیروی برآر بال را افزایش می‌دهد و شهپرِ بالارفته، نیروی برآر را کاهش می‌دهد. این تفاوت، باعث ایجاد گشتاور چرخشی (که گاهی «بانک» نیز نامیده می‌شود) حول محور طولی هواپیما (از دماغه تا دم) می‌شود.
شهپرها معمولاً در نزدیکی نوک بال قرار دارند، اما گاهی نیز ممکن است نزدیک به ریشهٔ بال نصب شوند. هواپیماهای امروزیِ مسافربری ممکن است یک جفت دوم از شهپرها نیز داشته باشند که با اصطلاحات «شهپر بیرونی» و «شهپر درونی» از هم متمایز می‌شوند.
یکی از اثرات ناخواستهٔ استفاده از شهپرها، انحراف ناخواسته هواپیما در جهت مخالف چرخش است؛ مثلاً زمانی که هواپیما با استفاده از شهپر به سمت راست می‌چرخد، دچار سمت‌گشت به سمت چپ می‌شود. این پدیده بخشی از نتیجهٔ تفاوت پس‌آر میان بال چپ و راست است: بال در حال بالا رفتن نیروی برآر بیشتری تولید می‌کند، که منجر به پسار القایی بیشتر می‌شود؛ در حالی که بال در حال پایین آمدن، برآر و پس‌آر کمتری دارد. همچنین پسار پروفیلی ناشی از انحراف شهپرها و تغییرات در بردارهای نیروی برآر نیز می‌توانند به این عدم تعادل بیفزایند.

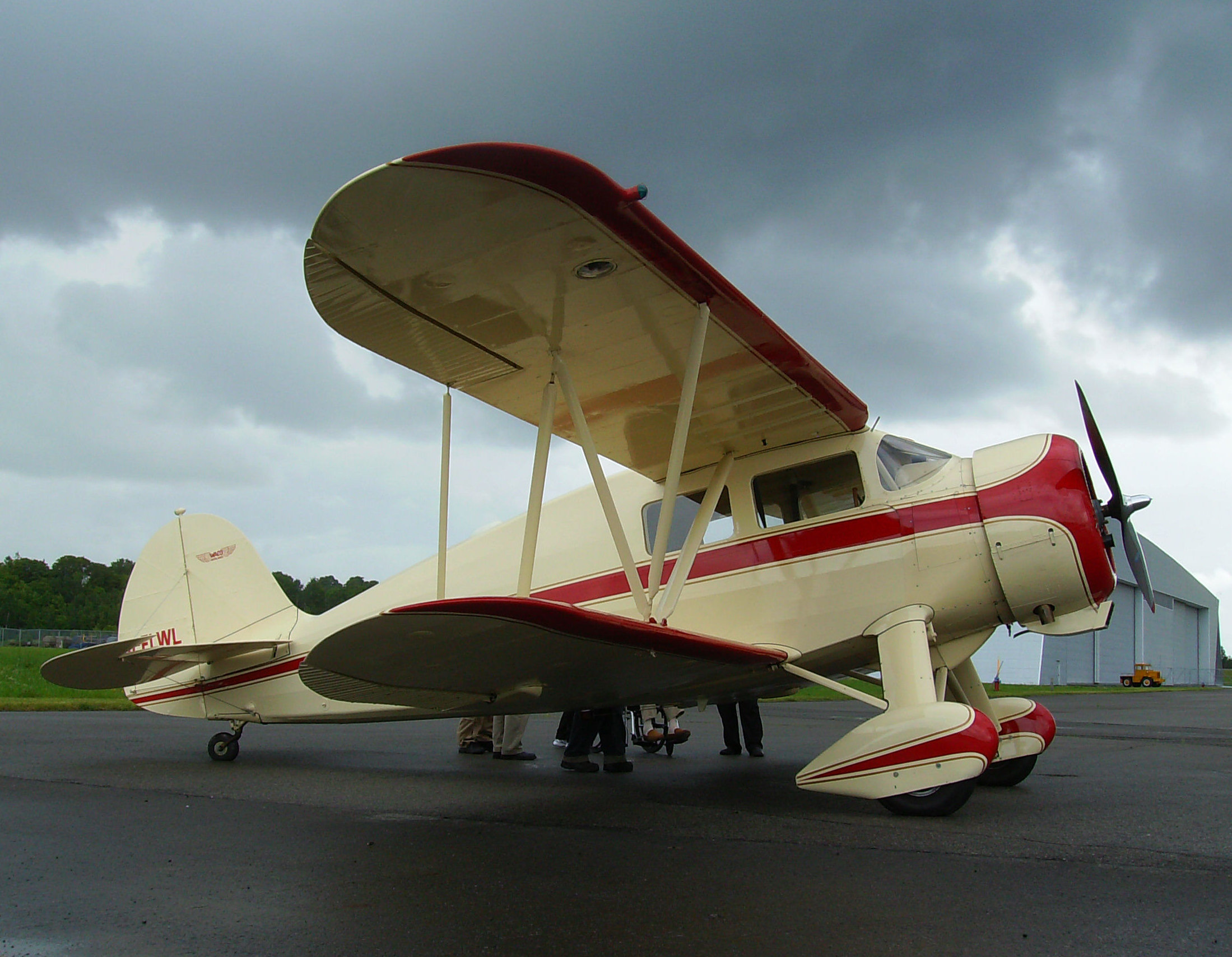
یک هواپیمای دوبالهٔ Waco VKS-7 متعلق به سال ۱۹۳۷، با شهپرهایی چهارتایی که با رابط‌های عمودی بیرونی به‌هم متصل شده‌اند تا سامانهٔ کنترل شهپرها ساده‌تر شود. شهپرهای هر سمت همزمان به سمت بالا یا پایین حرکت می‌کنند.

در یک پرواز هماهنگ‌شده (Coordinated Turn)، برای جبران انحراف ناخواسته از سکان استفاده می‌شود، که نیروی جانبی روی سکان عمودی ایجاد می‌کند و با ایجاد گشتاور در جهت مخالف، انحراف را خنثی می‌کند. روش دیگر استفاده از «شهپر نامتقارن» است که طوری تنظیم می‌شوند که شهپرِ پایین‌رونده کمتر از شهپر بالارونده منحرف شود. در این حالت، تفاوت پسار پروفیلی میان نوک دو بال، گشتاور مخالف انحراف را تولید می‌کند. «شهپرهای فریس» (Frise Ailerons) این تفاوت در پسار (دِرَگ) را تشدید می‌کنند: بخش جلویی شهپر که در پایین لولا قرار دارد، هنگام انحراف به سمت بالا از زیر بال بیرون می‌زند و پسار پروفیلی را در آن سمت به‌طور چشمگیری افزایش می‌دهد. شهپرها می‌توانند ترکیبی از این روش‌ها را نیز داشته باشند.
وقتی شهپرها در وضعیت خنثی باشند، در یک گردش، بال بیرونی (در سمت گردش) به‌دلیل تفاوت سرعت هوا روی دو بال، برآر بیشتری ایجاد می‌کند که باعث ادامهٔ چرخش هواپیما می‌شود. پس از رسیدن به پیچ شیبدار مورد نظر (زاویهٔ دوران حول محور طولی)، خلبان باید با استفاده از شهپر مخالف، از افزایش بیشتر زاویهٔ بانکی جلوگیری کند. این کنترل جزیی باید در طول گردش حفظ شود. خلبان همچنین مقدار اندکی سکان در جهت گردش به‌کار می‌برد تا انحراف ناخواسته را خنثی کرده و گردش را «هماهنگ» کند، به‌طوری‌که بدنه با مسیر پرواز موازی باقی بماند. ابزاری ساده روی پنل پروازی به نام نمایشگر لغزش یا «توپ»، زمانی که گردش هماهنگ است، آن را نمایش می‌دهد.

## اجزای شهپر

### شاخک‌ها و تعادل‌های آیرودینامیکی

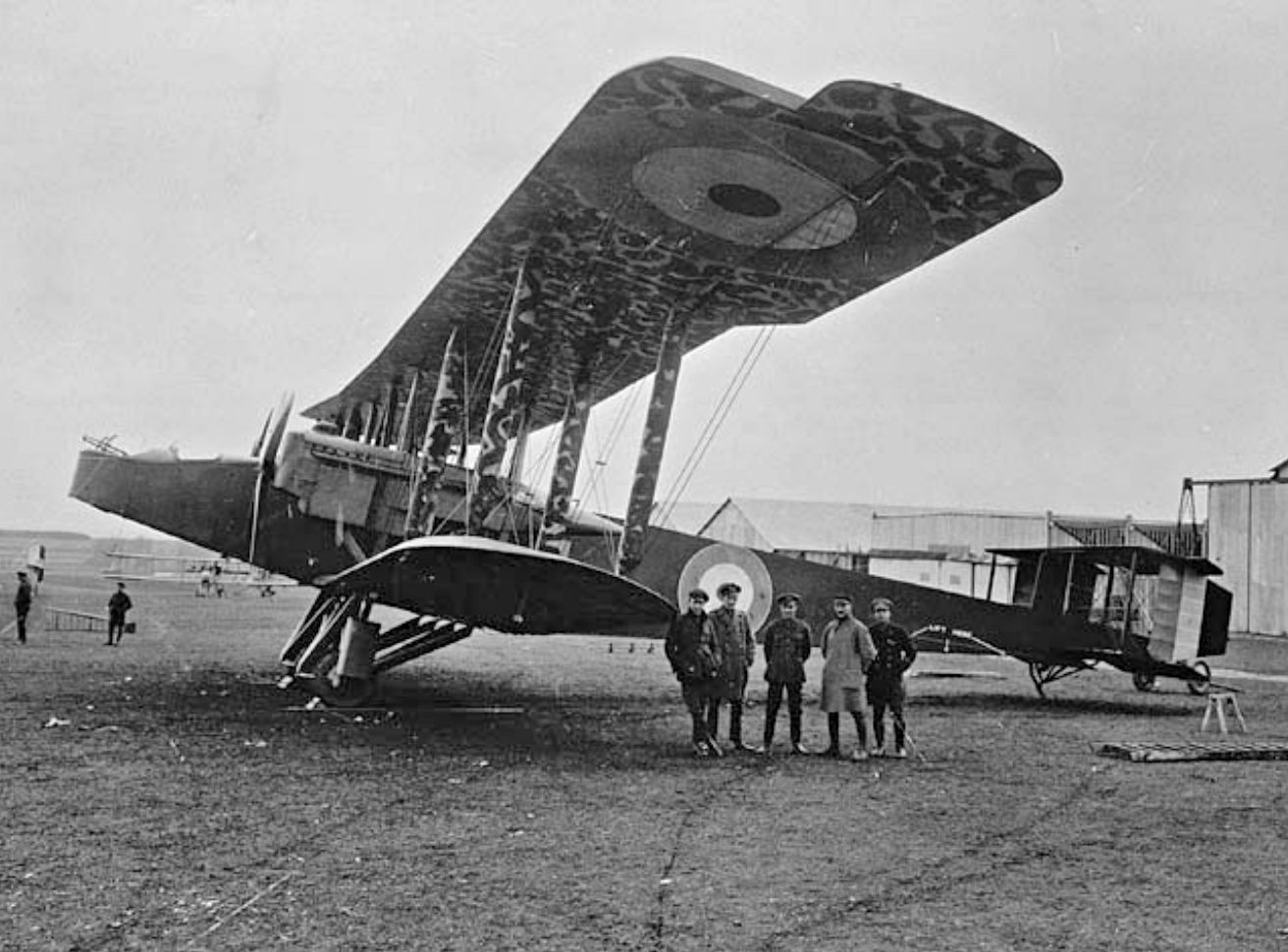
هواپیمای Handley Page Type O متعلق به سرویس هوایی نیروی دریایی بریتانیا در پایگاه هوایی ننسی–اوشی در سال ۱۹۱۷. شاخک شهپر در نوک بال دیده می‌شود.

در هواپیماهای بزرگ‌تر یا سریع‌تر، نیروی موردنیاز برای کنترل شهپرها می‌تواند بسیار زیاد باشد. ایده‌ای که از قایق‌ها وام گرفته شده و بر پایهٔ افزودن سطح کنترلی در جلو لولا است، باعث کاهش نیروی لازم می‌شود. این ایده برای نخستین بار در جنگ جهانی اول به شهپرها اضافه شد؛ جایی که شهپرها از نوک بال فراتر می‌رفتند و شاخک‌هایی در جلوی لولای آن‌ها نصب می‌شد. این طراحی با نام «شهپر بیرون‌زده» شناخته می‌شود. نمونه‌های معروف آن شامل Handley Page Type O (با نخستین پرواز در ۱۷ دسامبر ۱۹۱۵)، ساپ‌ویث اسنایپ، فوکر دی‌آر ۱ و فوکر دی.۷ هستند.
در مدل‌های بعدی، تعادل آیرودینامیکی به داخل بال منتقل شد تا کنترل بهتر و پسار کمتری ایجاد شود. امروزه این روش کمتر مورد استفاده قرار می‌گیرد، زیرا «شهپر نوع فریس» معمولاً همان مزیت را با طراحی ساده‌تر فراهم می‌کند.

### صفحک‌های تنظیم
صفحک‌های تنظیم (Trim tabs) قطعات متحرک کوچکی هستند که شبیه نسخهٔ کوچک‌شدهٔ شهپرها هستند و در لبهٔ پشتی شهپر یا نزدیک آن قرار دارند. در اکثر هواپیماهای پیشرانه‌دار (با ملخ)، چرخش ملخ بر اساس قوانین حرکت نیوتن باعث ایجاد گشتاوری معکوس در جهت چرخش هواپیما می‌شود. برای کاهش فشار مداومی که خلبان باید برای مقابله با این حرکت ناخواسته اعمال کند (که موجب خستگی می‌شود)، از صفحک‌های تنظیم استفاده می‌شود تا فشار لازم برای مقابله با این انحراف را «تنظیم» یا خنثی کنند. این صفحک‌ها در جهت مخالف حرکت شهپر منحرف می‌شوند و به‌طور غیرمستقیم شهپر را در جهت دلخواه به حرکت درمی‌آورند.
صفحک‌های تنظیم در دو نوع وجود دارند: ثابت و قابل تنظیم. نوع ثابت به‌صورت دستی خم می‌شود تا میزان انحراف دلخواه ایجاد شود. نوع قابل تنظیم را می‌توان از داخل کابین هدایت کرد تا در برابر تغییرات قدرت موتور یا وضعیت پرواز تنظیم شود. برخی از هواپیماهای بزرگ دههٔ ۱۹۵۰ (از جمله Canadair Argus) دارای سطوح کنترلی آزاد بودند که فقط از طریق انحراف صفحک‌های تنظیم کنترل می‌شدند، و در این موارد صفحک‌های اضافی نیز برای تنظیم دقیق پرواز مستقیم و افقی تعبیه می‌شدند.

### بیلچه‌ها

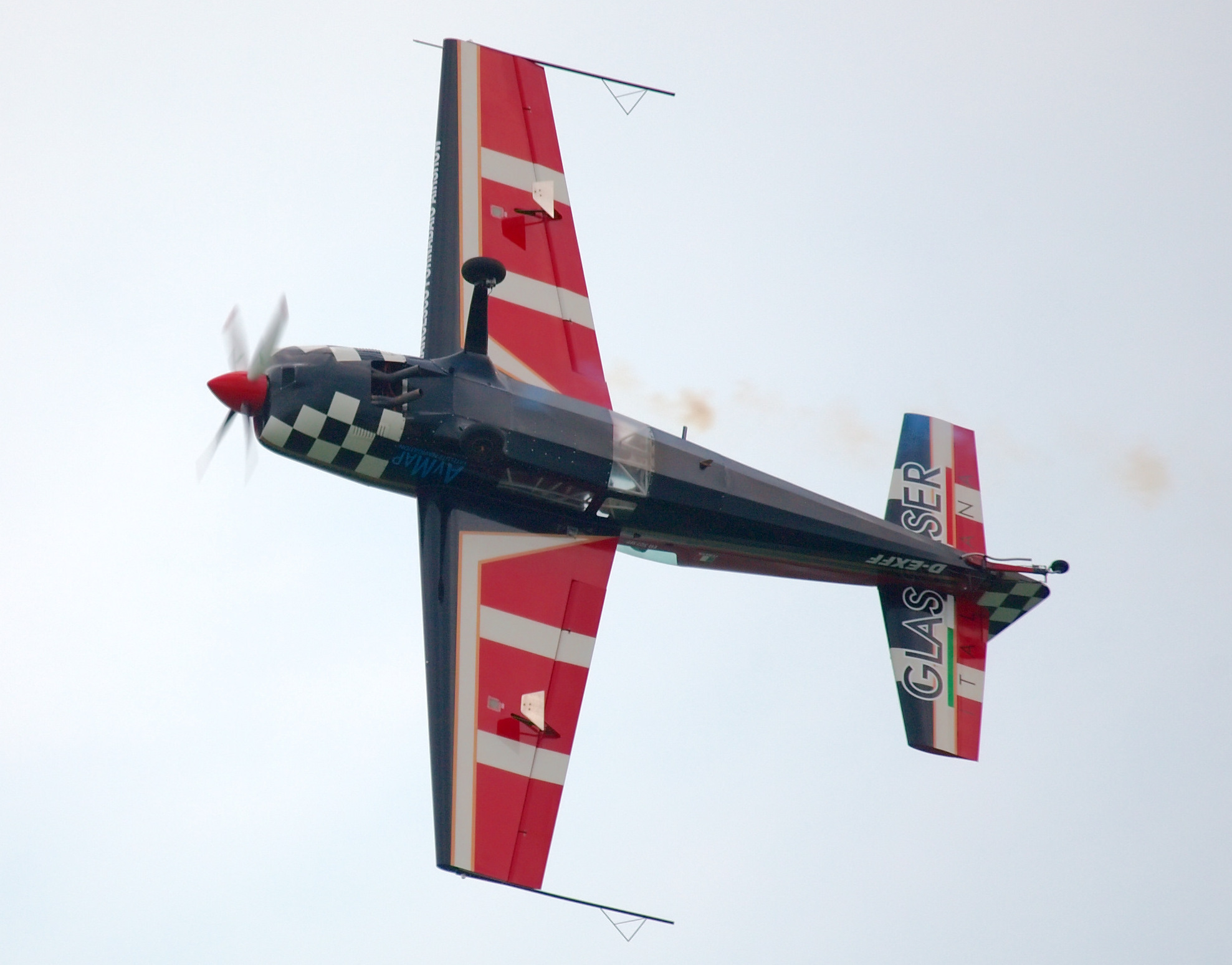
هواپیمای Extra 300L از نمای زیر، با بیلچه‌های چهارگوش روشن‌رنگ در حدود میانهٔ بال

بیلچه‌ها (Spades)، صفحات فلزی صاف و کوچکی هستند که معمولاً در سطح زیرین شهپر، جلوتر از لولا و با یک بازوی اهرمی متصل می‌شوند. این قطعه نیرو لازم برای انحراف شهپر را کاهش می‌دهد و معمولاً در هواپیماهای آکروجت دیده می‌شود. زمانی‌که شهپر به سمت بالا منحرف می‌شود، بیلچه نیروی آیرودینامیکی روبه‌پایینی ایجاد می‌کند که باعث افزایش انحراف روبه‌بالای شهپر می‌شود. اندازهٔ اسپید و طول بازوی آن، میزان نیرویی که خلبان برای حرکت شهپر باید اعمال کند را تعیین می‌کند. عملکرد بیلچه مشابه «شاخک» است، اما به‌دلیل بازوی گشتاور بلندتر، کارآمدتر است.

### وزنه‌های تعادل جرمی

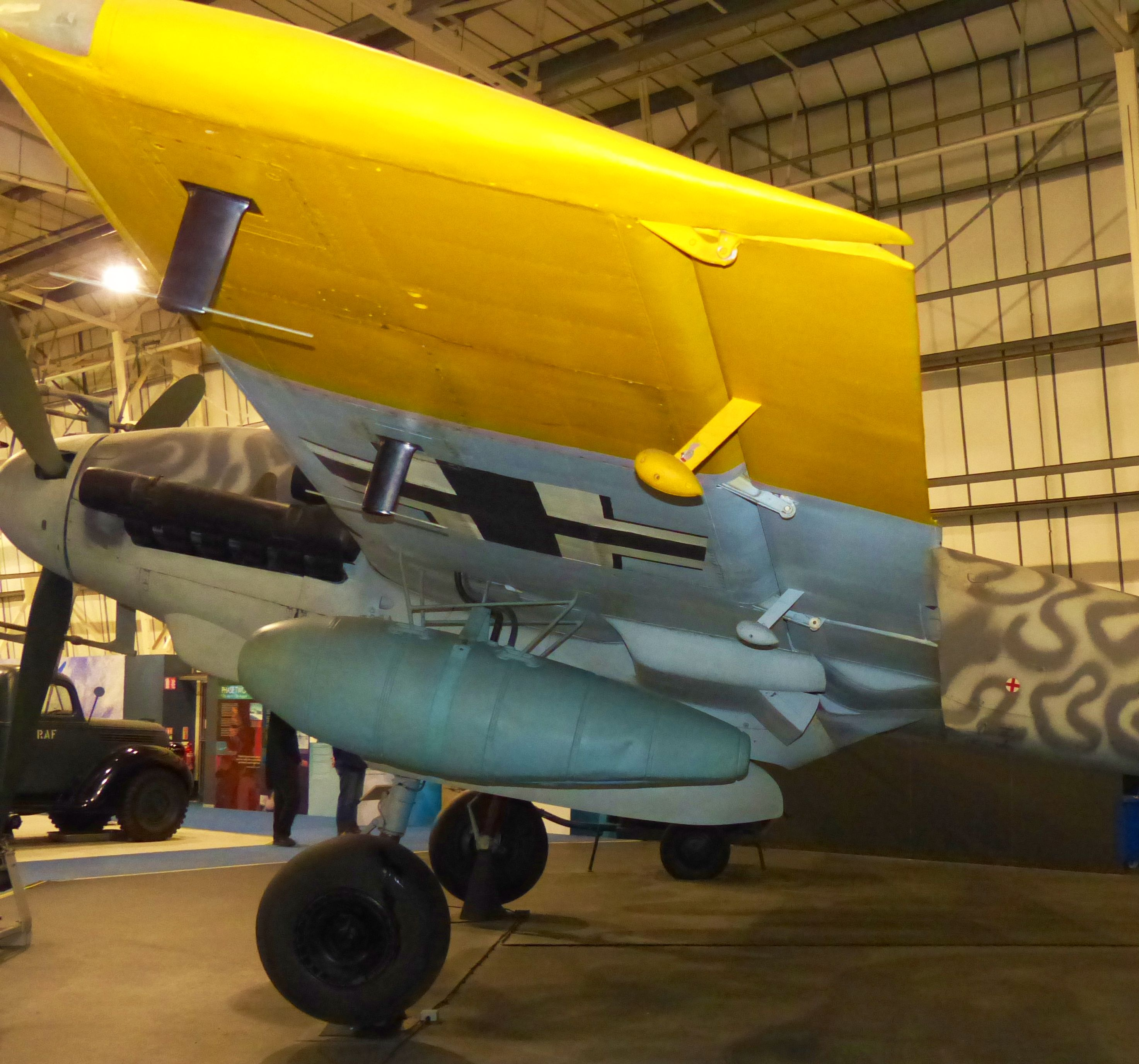
تعادل جرمی در شهپرهای با لولای فریس در یک هواپیمای Messerschmitt Bf 110

برای افزایش سرعتی که در آن هواکشسانی (بال‌لرزه) ممکن است خطرآفرین شود، مرکز جرم سطح کنترلی باید به خط لولا نزدیک‌تر شود. برای دستیابی به این هدف، اغلب وزنه‌هایی از جنس سرب در قسمت جلویی شهپر نصب می‌شوند. در برخی هواپیماها، خود شهپر آن‌قدر سنگین است که اجرای این روش بدون افزایش بیش از حد وزن امکان‌پذیر نیست. در این موارد، وزنه به انتهای بازویی متصل می‌شود تا مرکز جرم دورتر از بدنه شهپر منتقل شود. این وزنه‌ها معمولاً به شکل اشکی ساخته می‌شوند تا پسار کمتری ایجاد کنند و از نظر ظاهری با بیلچه‌ها تفاوت دارند، هرچند هر دو جلو و پایین شهپر قرار می‌گیرند. افزون بر کاهش خطر بال‌لرزه (فلاتر)، تعادل‌های جرمی نیروهای وارده به دستهٔ کنترل را نیز در مانورها کاهش می‌دهند.

### دیواره‌های شهپر
برخی از طراحی‌های شهپر، به‌ویژه در بال‌های پیکانی‌شکل (swept wings)، دارای دیواره‌هایی شبیه دیواره‌های بال هستند که هم‌سطح با صفحه درونی شهپر نصب می‌شوند. این دیواره‌ها به‌منظور کاهش مؤلفهٔ جریان هوا به‌سمت نوک بال در سطح فوقانی طراحی شده‌اند، چرا که این جریان جانبی در هنگام انحراف شهپر به پایین، می‌تواند جریان آرام هوا را در بالای شهپر مختل کند.

## انواع شهپر

### شهپرهای یک‌طرفه
در دوران پیشگامانهٔ پیش از جنگ جهانی اول و سال‌های ابتدایی این جنگ، از شهپرهایی استفاده می‌شد که هر یک با یک کابل منفرد کنترل می‌شدند که فقط آن را به بالا می‌کشید. در حالت عادی، زمانی‌که هواپیما روی زمین بود، این شهپرها آزادانه به‌سمت پایین آویزان بودند. این نوع شهپر در هواپیمای فارمن سه محصول ۱۹۰۹ و شورت ۱۶۶ استفاده شد. نسخه‌ای معکوس از این نوع، با استفاده از تغییر شکل بال در مدل بعدی دموازل شماره ۲۰ استفاده شد که در آن فقط نوک بال به سمت پایین تابانده می‌شد. یکی از معایب این سیستم، تمایل بیشتر به سمت‌گشت بود، حتی نسبت به شهپرهای معمولی که به‌صورت جفتی به هم متصل بودند. در دههٔ ۱۹۳۰، بسیاری از هواپیماهای سبک از کنترل‌های یک‌طرفه استفاده کردند، اما فنرهایی به کار گرفته شد تا شهپرها را هنگام رها شدن دستهٔ کنترل به موقعیت خنثی بازگردانند.

### شهپرهای نوک‌بال

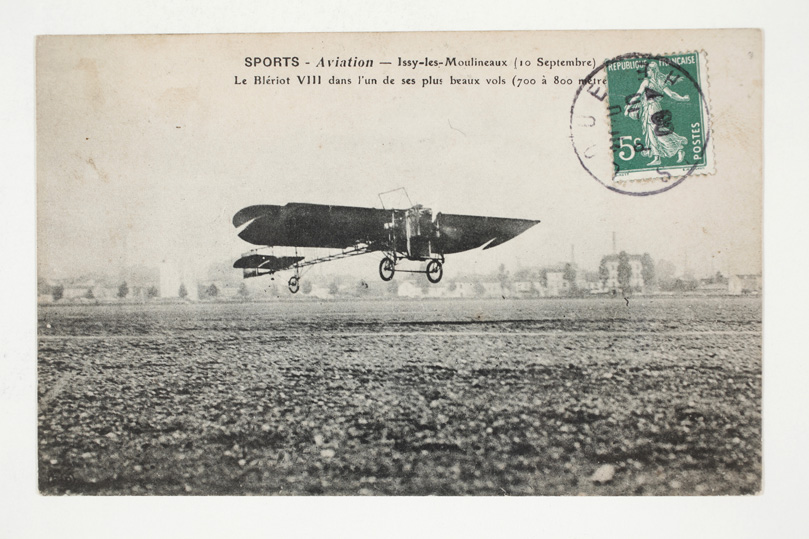
هواپیمای Blériot VIII در سال ۱۹۰۸ با شهپرهای نوک‌بال که کمی برای چرخش به راست منحرف شده‌اند

در هواپیمای Blériot VIII در سال ۱۹۰۸، که نخستین بدنهٔ پروازی دارای سامانهٔ ترکیبی کنترل با جو استیک و پدال سکان بود — همان سامانه‌ای که بعدها به سامانه کنترل پرواز هواگرد امروزی تبدیل شد — از شهپرهای «نوک‌بال» استفاده شد، جایی‌که کل نوک بال برای ایجاد چرخش، به‌صورت سطح کنترلی جداگانه‌ای می‌چرخید. هواپیمای AEA June Bug از نسخه‌ای از این سیستم بهره می‌برد و هواپیمای آزمایشی آلمانی فوکر وی.۱ در سال ۱۹۱۶ و نسخه‌های اولیهٔ یونکرس جی ۷، همگی از شهپر نوک‌بال استفاده کردند. یونکرس جی ۷ به هواپیمای تمام‌فلزی یونکرس دی.۱ منجر شد که از شهپرهای لولادار مرسوم بهره می‌برد.
مشکل اصلی این نوع شهپر، تمایل خطرناک به واماندگی در صورت استفادهٔ شدید، به‌ویژه در شرایط نزدیک به واماندگی کلی هواپیما بود. از همین‌رو، این نوع بیشتر در نمونه‌های آزمایشی به کار رفت و در مدل‌های نهایی با شهپرهای معمول جایگزین شد.

### شهپرهای فریس (Frise Ailerons)

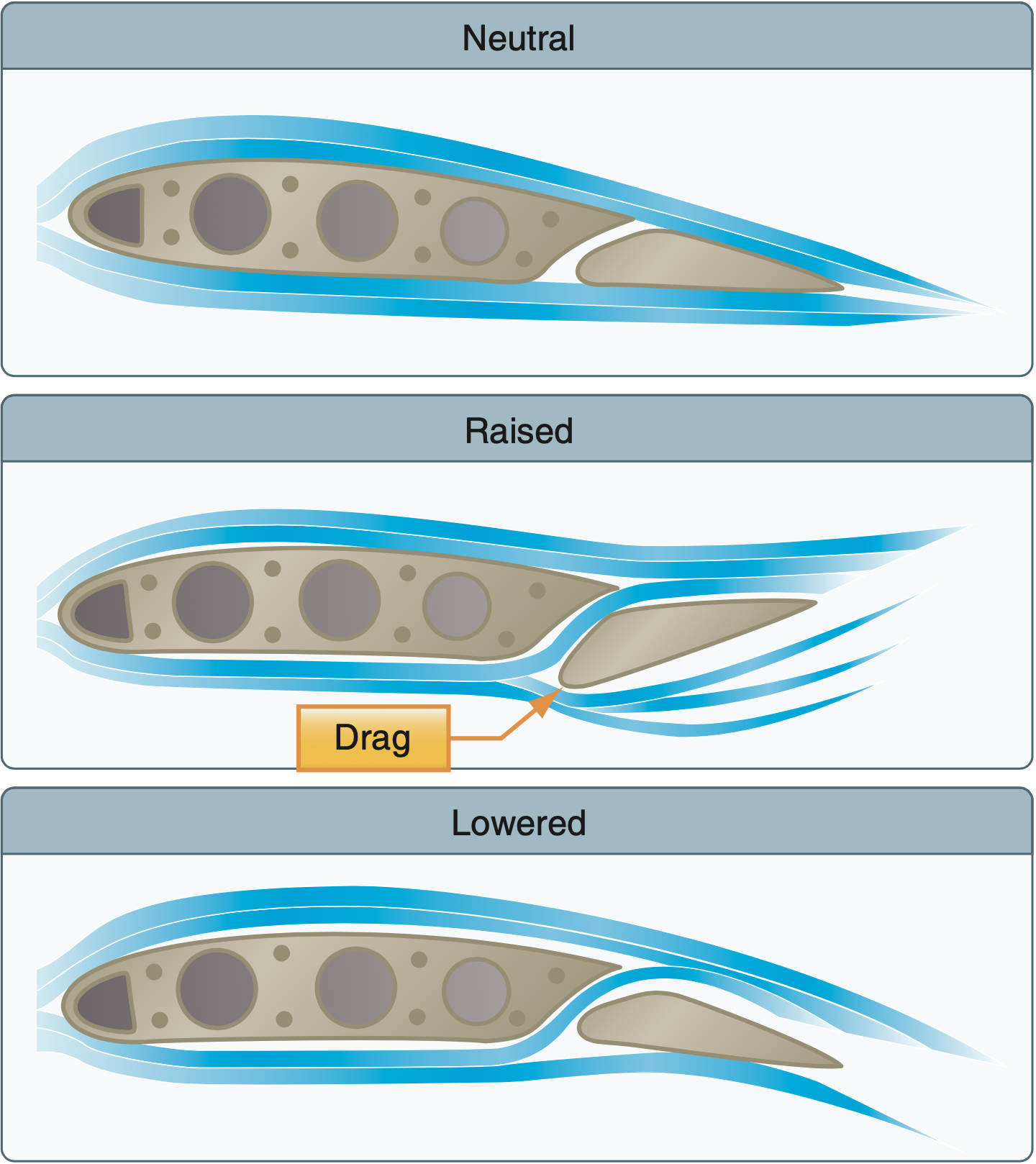
در شهپر نوع فریس، هنگامی‌که فشار به دسته کنترل وارد می‌شود، شهپری که بالا می‌رود روی یک لولای جانبی می‌چرخد. این باعث می‌شود لبه جلویی شهپر در جریان هوا قرار گیرد و پسار ایجاد کند.

مهندس لسلی جورج فریس (۱۸۹۷–۱۹۷۹) از شرکت بریستول ایروپلین شکلی از شهپر طراحی کرد که در حدود ۲۵ تا ۳۰ درصد طول زه عقب بال و نزدیک به سطح زیرین خود لولا می‌شد، تا در دههٔ ۱۹۳۰ که سرعت هواپیماها افزایش یافته بود، فشار روی دستهٔ کنترل کاهش یابد.
وقتی شهپر به بالا منحرف می‌شود (تا بال خود را پایین ببرد)، لبهٔ جلویی آن به زیر سطح بال وارد جریان هوا می‌شود. این حرکت باعث ایجاد گشتاوری می‌شود که به بالا رفتن لبهٔ پشتی شهپر کمک می‌کند و فشار روی دستهٔ کنترل را کاهش می‌دهد. شهپر پایینی همچنین انرژی بیشتری به لایه مرزی وارد می‌کند. لبهٔ شهپر جریان هوا را از زیر بال به سطح بالایی شهپر هدایت می‌کند و این باعث می‌شود نیروی برآری به شهپر افزوده شود که در نتیجه، نیاز به انحراف زیاد کاهش می‌یابد.
هواپیمای دوبالهٔ کانادایی Fleet Model 2 (سال ۱۹۳۰) و پایپر جی-۳ کاب آمریکایی (سال ۱۹۳۸) دارای شهپرهای فریس بودند و به معرفی گستردهٔ این طراحی کمک کردند.
از مزایای ادعاشدهٔ شهپر فریس، توانایی آن در مقابله با انحراف ناخواسته هواپیما است. برای این منظور، لبهٔ جلویی شهپر باید تیز یا به‌صورت گرد تخت طراحی شود تا پسار زیادی در شهپر بالا رفته ایجاد کند و نیروی انحرافی ناشی از شهپر پایین‌رفته را خنثی کند. با این حال، این موضوع ممکن است باعث بروز تأثیرات ناخوشایند یا نامنظم و حتی لرزش آیرودینامیکی خطرناک (بال‌لرزه) شود. گشتاور سمت‌گشت ناخواسته معمولاً از طریق پایداری طبیعی هواپیما در سمت‌گشت و همچنین استفاده از انحراف غیرمتقارن شهپرها کاهش می‌یابد.
شهپر نوع فریس همچنین شکافی ایجاد می‌کند که اجازه می‌دهد هوا به‌صورت یکنواخت روی شهپر پایین‌رفته جریان یابد، و در زاویه‌های حمله بالا، عملکرد بهتری داشته باشد. این نوع شهپرها را نیز می‌توان به‌صورت نامتقارن طراحی کرد، اما مانند شهپر نامتقارن، شهپر نوع فریس نیز انحراف ناخواسته را به‌طور کامل از بین نمی‌برد و همچنان نیاز به کاربرد هماهنگ سکان وجود دارد.

### شهپرهای نامتقارن (Differential Ailerons)

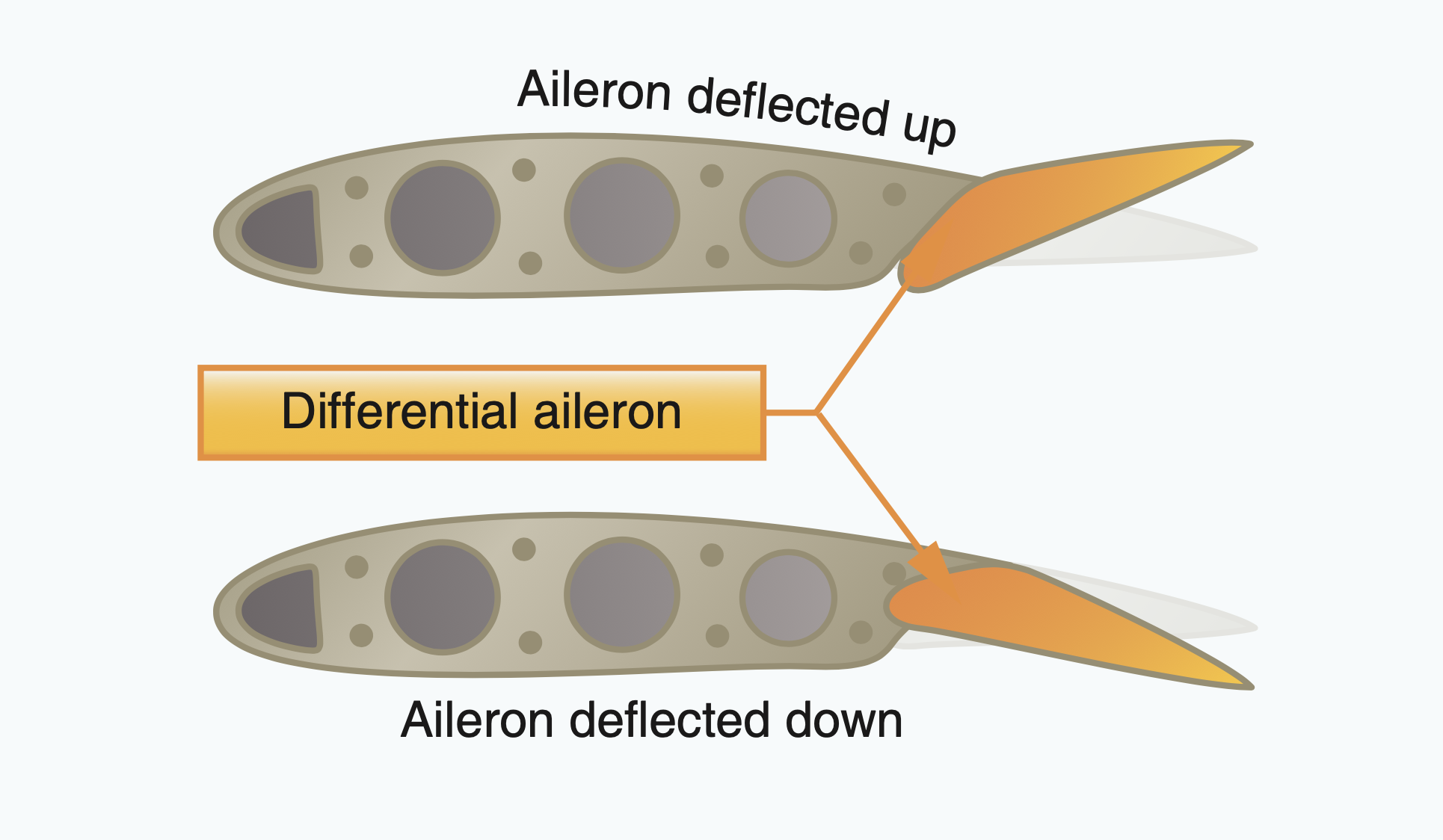
در شهپرهای نامتقارن، یکی از شهپرها برای یک میزان حرکت دسته کنترل، بیشتر بالا می‌رود تا دیگری پایین بیاید.

با طراحی دقیق اتصالات مکانیکی، می‌توان شهپری را که به سمت بالا می‌رود، بیشتر از شهپر پایینی منحرف کرد (برای نمونه، اختراع ثبت‌شده ایالات متحده شماره 1,565,097).
این طراحی کمک می‌کند تا احتمال واماندگی نوک بال هنگام انحراف شهپر در زاویه‌های حملهٔ بالا کاهش یابد. همچنین تفاوت در میزان پسار دو سمت، باعث کاهش انحراف ناخواسته هواپیما می‌شود.
ایده این است که کاهش برآر در شهپر بالارفته هزینه‌ای ندارد، در حالی‌که افزایش برآر در شهپر پایین‌رفته باید تا حد ممکن کم باشد. نیروی چرخشی کوپل هواپیما همیشه از تفاوت نیروی برآر دو بال ناشی می‌شود. یکی از طراحان شرکت د هویلند، یک سیستم ساده و مؤثر از اتصالات ساخت و هواپیمای کلاسیک دی هاویلند تایگر موث به یکی از نخستین نمونه‌های موفق در استفاده از شهپرهای نامتقارن بدل شد.

## کنترل غلت بدون شهپر

### تاب‌دادن بال
در هواپیماهای اولیهٔ دوران پیشگامان، مانند پرنده رایت، و مدل‌هایی چون بلریو ۱۱ (ساخته شده در ۱۹۰۹) و اریش رومپلر توب (هواپیما), کنترل عرضی با تاب‌دادن (Warping) بخش بیرونی بال انجام می‌شد؛ به این صورت که زاویه حمله در یک سمت افزایش و در سمت دیگر کاهش می‌یافت.
این روش معایبی داشت، از جمله وارد کردن فشار زیاد به سازه، نیاز به نیروی زیاد برای کنترل، و خطر واماندگی در بالی که زاویه حملهٔ بیشتری پیدا کرده بود.
تا سال ۱۹۱۶ بیشتر طراحان این روش را کنار گذاشتند و از شهپر استفاده کردند.
در سال‌های اخیر، پژوهشگران ناسا و دیگر مراکز دوباره به بررسی این روش با فناوری نوین پرداخته‌اند. نسخهٔ ناسا با نام بوئینگ ایکس-۵۳ و نمونهٔ آزمایشی نیروی هوایی ایالات متحده با نام Adaptive Compliant Wing شناخته می‌شوند.

### برآکش‌های نامتقارن (Differential Spoilers)
برآکش‌ها قطعاتی هستند که با باز شدن در مسیر جریان هوا روی بال، این جریان را مختل می‌کنند و نیروی برآر را کاهش می‌دهند. بسیاری از طراحی‌های مدرن، به‌ویژه در هواگرد جت، از برآکش‌ها به‌جای شهپر یا در کنار آن استفاده می‌کنند. برای نمونه مک‌دانل داگلاس اف-۴ فانتوم ۲ و نورثروپ پی-۶۱ بلک ویدو تقریباً تمام طول بالشان به فلپ اختصاص یافته، و فقط شهپرهای کوچکی در نوک بال دارند.

### غلت ناشی از سکان
در همهٔ هواپیماهایی که بال آن‌ها دارای زاویه هفتی است، نوعی پیوند میان سمت‌گشت و غلت وجود دارد که به پایداری کمک می‌کند.
هواپیماهای آموزشی رایجی مانند سسنا ۱۵۲ و سسنا ۱۷۲ می‌توانند تنها با سکان نیز به چرخش عرضی دست یابند. در بوئینگ ۷۳۷، در زاویه‌های حمله بالا، سکان حتی تأثیر بیشتری از شهپرها بر غلت دارد. این موضوع به بروز دو سانحهٔ مهم انجامید که در آن‌ها سکان در حالت انحراف کامل گیر کرد و موجب واژگونی شد..
برخی هواپیماها مانند فوکر اسپین و گلایدرهای مدل، هیچ نوع کنترل عرضی مستقیم ندارند. این هواپیماها از زاویهٔ هفتی بیشتر از معمول بهره می‌برند. انحراف سکان باعث سمت‌گشت شده و به‌دلیل تفاوت در برآر دو بال، باعث ایجاد گشتاور غلت می‌شود. این روش بیشتر در خانوادهٔ فلایینگ فلئا و گلایدرهای سادهٔ مدل دارای دو عملکرد (پایدارسازی و سمت‌گشت) یا مدل‌های سه‌عملکرده (پایدارسازی، سمت‌گشت و قدرت موتور) مانند هواپیماهای مدل «اولد تایمر» به‌کار می‌رود.

### روش‌های دیگر
- کنترل با جابه‌جایی وزن به‌طور گسترده در کایت موتوردار، کایت پروازی و هواپیماهای بسیار سبک به‌کار می‌رود.
- پرواز با کنترل‌های ازکارافتاده در برخی موارد نادر موفقیت‌آمیز بوده است.
- جت هوایی هریر از خانوادهٔ جت هوایی هریر برای کنترل استفاده کرده‌اند.
- «سکان بالایی»: این وسیله روی British Army Aeroplane No 1 نصب شده بود و شامل بالچه‌ای متحرک در بالای بال فوقانی بود که حول محور عمودی می‌چرخید. در عمل، نیروی جانبی‌ای تولید می‌کرد که تقریباً در بالای مرکز فشار اعمال می‌شد و باعث غلت هواپیما می‌گردید. این هواپیما همچنین دارای شهپرهای کامل میان بال‌ها بود، اما آن‌ها هنگام نخستین پرواز رسمی بریتانیا حذف شده بودند و کنترل غلت به‌طور کامل با سکان بالایی انجام شد.[۱۴]

## ترکیب با دیگر سطوح کنترلی

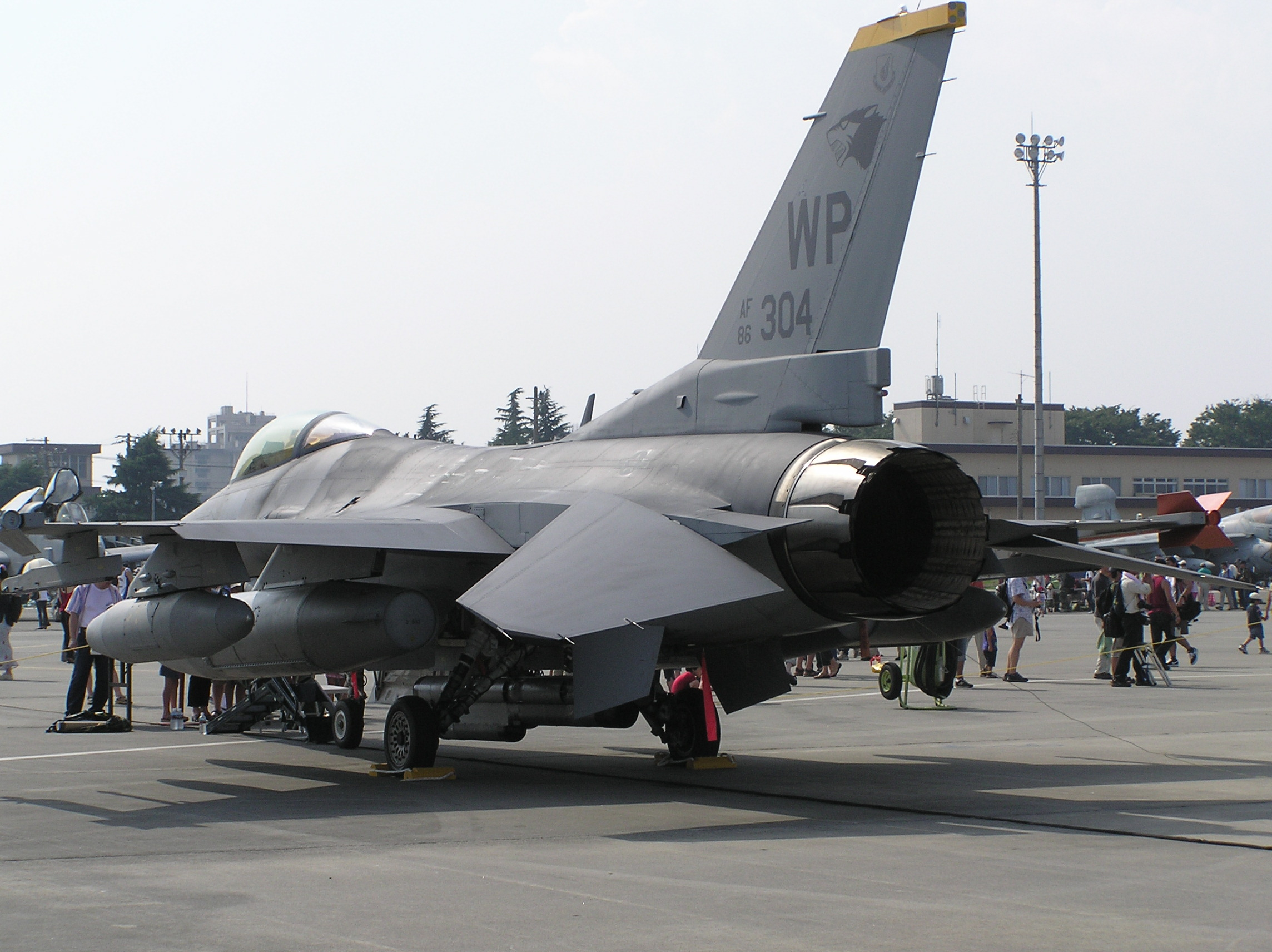
هواپیمای F-16 نیروی هوایی ایالات متحده با «تیلرون» های پشتی که مستقل از هم حرکت می‌کنند و کنترل هم‌زمان در محورهای گام و غلت را فراهم می‌سازند. به تفاوت زاویهٔ حمله توجه کنید.

- سطح کنترلی‌ای که ترکیبی از شهپر و برآافزا باشد، «فلاپرون» (flaperon) نام دارد. در این طراحی، یک سطح واحد روی هر بال برای هر دو کاربرد به‌کار می‌رود: در حالت شهپر، فلاپرون‌های چپ و راست به‌صورت متفاوت (differential) حرکت می‌کنند؛ و در حالت برآافزا، هر دو به سمت پایین منحرف می‌شوند. حتی در حالتی که فلاپرون به‌عنوان برآافزا پایین آمده، آزادی حرکتی کافی باقی می‌ماند تا عملکرد شهپر همچنان حفظ شود.
- در برخی هواپیماها، از برآکش‌های کنترل‌شوندهٔ متفاوت یا «spoileron» به‌جای شهپرهای سنتی برای ایجاد غلت استفاده می‌شود. مزیت این روش آن است که می‌توان کل لبهٔ پشتی بال را به فلپ‌ها اختصاص داد و کنترل بهتری در سرعت‌های پایین فراهم کرد. هواپیمای نورثروپ پی-۶۱ بلک ویدو از این روش بهره می‌برد و از اسپویلرها در کنار فلپ‌های «زپ» تمام‌پهنا استفاده می‌کرد. همچنین برخی هواپیماهای امروزی مسافربری از اسپویلرها برای کمک به شهپرها استفاده می‌کنند.
- در هواپیماهایی با بال‌دلتا، شهپرها با سکان افقی ترکیب می‌شوند و سطحی به نام «الِوون» (elevon) را تشکیل می‌دهند.
- چندین هواپیمای جنگندهٔ امروزی فاقد شهپرهای سنتی در بال هستند و کنترل غلت را از طریق دم افقی تمام‌حرکتی انجام می‌دهند. هنگامی‌که پایدارگر‌های (استابیلِیتورهای) افقی به‌صورت متفاوت حرکت می‌کنند تا وظیفهٔ کنترل غلت (مشابه شهپرها) را انجام دهند، آن‌ها را «تیلرون» (taileron) یا «دم غلتان» می‌نامند. این طراحی همچنین اجازه می‌دهد که از فلپ‌های پهن‌تری روی بال استفاده شود.
- «تیرک‌های شهپری» (Aileron struts) سطوح متحرکی هستند که با تیرک‌های تقویتی به شکل پروفیل بال ترکیب می‌شوند.[۱۵] قرار گرفتن آن‌ها در مسیر پس‌جریان ملخ باعث افزایش کارایی‌شان می‌شود، اگرچه به‌دلیل موقعیت داخلی، مزیت مکانیکی آن‌ها کاهش می‌یابد.[۱۶]